# True Color
True Color (engl. für Echtfarben) ist ein Begriff aus der Computertechnik (Grafikkarten) und bezeichnet eine Farbtiefe von 24 Bit (3×8 Bit, entspricht 224 ≈ 16,78 Millionen Farben). Bilder dieser Farbtiefe erwecken beim menschlichen Betrachter einen natürlichen Eindruck.
Die Darstellung erfolgt im RGB-Farbraum mit je acht Bit (256 Abstufungen) für den Rot-, Grün- und Blauanteil. Nebeneinanderliegende Farben, die nur um eine Intensitätstufe je Farbanteil voneinander abweichen, können vom menschlichen Auge nur schwer unterschieden werden. Bei räumlich ausgedehnten Farbverläufen zwischen sehr ähnlichen Farben sind allerdings Abstufungen mehr oder weniger deutlich zu erkennen.
True Color wird oft auch mit einer Farbtiefe von 32 Bit verwendet. Dabei gehen aber auch nur 24 Bit in die eigentliche Bilddarstellung ein, die übrigen 8 Bit dienen entweder als Alphakanal (bei Grafikdateien) oder werden gar nicht verwendet (bei der eigentlichen Bildschirmdarstellung). Diese Anordnung wird häufiger gewählt als die mit 24 Bit, weil 32 als Zweierpotenz eine einfachere Adressierungslogik ermöglicht – alle Rot-Farbwerte befinden sich an durch 4 teilbaren Speicheradressen, die durch Bitverschiebung errechnet werden können. Bei durch 3 teilbaren Adressen, wie sie beim echten 24-Bit-Modus benutzt werden, muss eine langsamere Multiplikation ausgeführt werden und die Speicherzugriffe werden durch Misalignment langsamer.
Eine weitere Farbtiefe, die nur 15 oder 16 Bit zur Kodierung der Farbinformationen verwendet, ist High Color. Deep Color wiederum verwendet 10 Bit pro Farbkanal und wird, geeignete Hardware vorausgesetzt, von Windows 7 bzw. OS X El Capitan und neueren Betriebssystemen unterstützt.